# Plebiscito constitucional de Chile de 2022
El plebiscito constitucional de Chile de 2022 fue un referéndum realizado el domingo 4 de septiembre con el objeto de determinar si los ciudadanos estaban de acuerdo con la propuesta de Constitución Política de la República redactada por la Convención Constitucional, por lo que también era denominado como «plebiscito de salida».
Con más de trece millones de votantes, correspondientes al 85.86 % del padrón, marcó el hito de ser el proceso electoral con mayor participación en la historia de Chile. Más de 7.8 millones de votos, equivalentes al 61.89 % de aquellos válidamente emitidos, rechazaron la propuesta constitucional. Pese a los resultados y a lo que señala el artículo 142 de la Constitución Política de la República de Chile de 1980, el presidente de la República, Gabriel Boric, indicó que este plebiscito no era el fin del proceso constituyente.

## Fecha de la elección
- Wikisource contiene obras originales de Propuesta de Constitución Política de la República de Chile de 2022.

De acuerdo al itinerario propuesto originalmente para el proceso constituyente, se estimaba que el plebiscito para aprobar o rechazar el texto de la nueva Constitución ocurriría en septiembre de 2021 —si la Convención Constitucional cumplía su plazo inicial de nueve meses y no solicitaba la prórroga de tres meses— o en marzo de 2022 —si solicitaba dicha prórroga—. Además, el plebiscito de salida no podía celebrarse ni 60 días antes ni después de otra elección así como tampoco podía celebrarse en enero o febrero, trasladándose al primer domingo de marzo si ocurría esta última situación.
Producto del aplazamiento del plebiscito de entrada al 25 de octubre de 2020 debido a la pandemia de COVID-19, la fecha del plebiscito de salida también fue modificada, estimándose su realización para inicios del segundo semestre de 2022, teniendo como plazo máximo el mes de septiembre.
Esta elección tuvo la particularidad de ser sometida a sufragio obligatorio y debió obtener mayoría simple para que el texto constitucional fuera aprobado, con tal de darle una mayor legitimidad de participación ciudadana y evitar la abstención, que para las elecciones de convencionales constituyentes alcanzó el 58,49 % de abstención pasiva (sufragio voluntario), sumado al 2,93 % de abstención activa (votos nulos y en blanco) de todo el padrón electoral.
El 5 de abril la mesa directiva de la Convención Constitucional y el Ministerio Secretaría General de la Presidencia definieron la fecha del plebiscito para el domingo 4 de septiembre de 2022. El 4 de julio el presidente de la República, Gabriel Boric, recibió la propuesta de nueva Constitución Política de la República; y se firmó y publicó en el Diario Oficial de la República de Chile el decreto que convocó a plebiscito.

## Formato

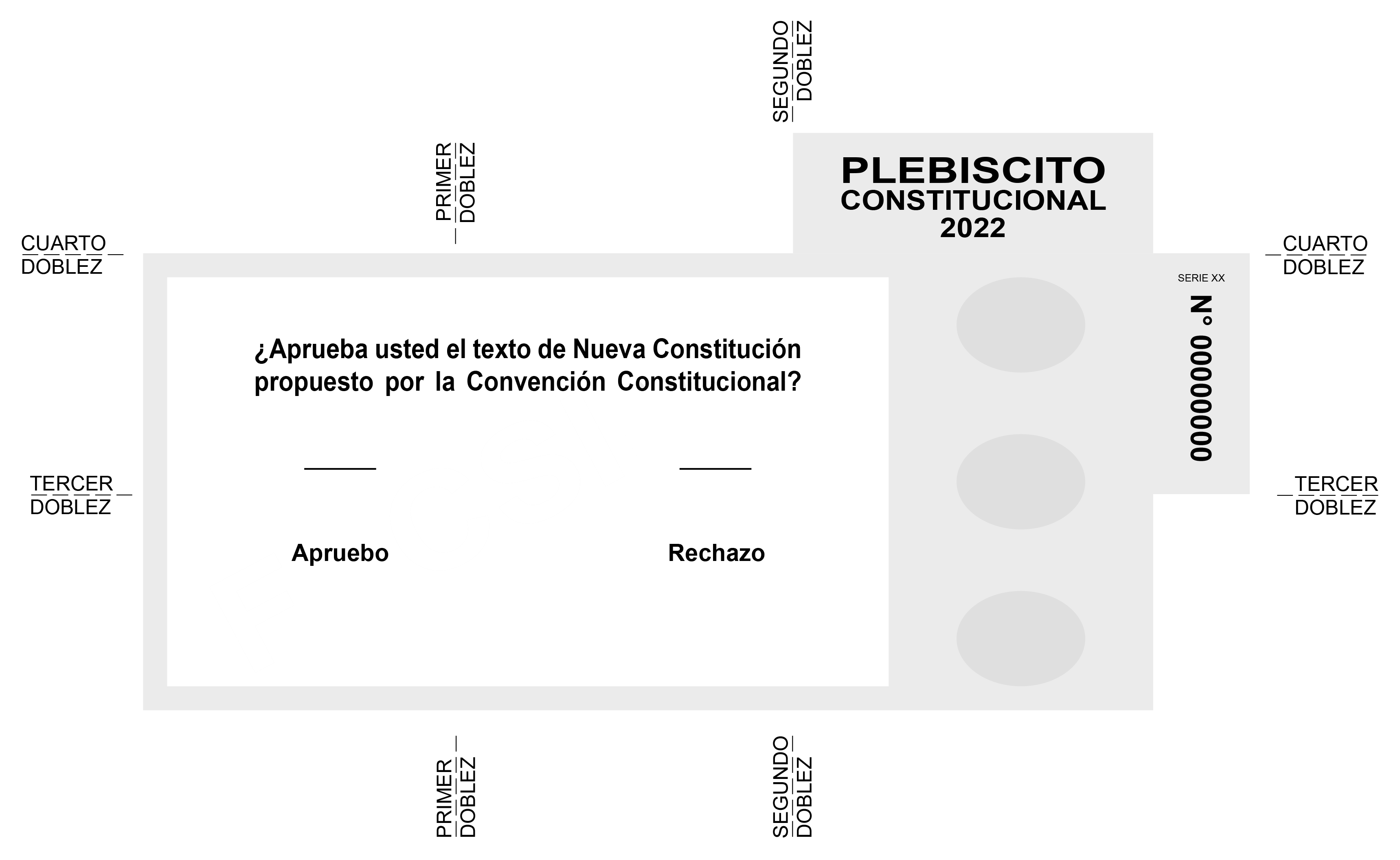
Cédula de votación utilizada en el plebiscito.

El artículo 142 de la Constitución Política de la República de Chile de 1980 señala el texto que contendrá la cédula de votación en el plebiscito:

En el plebiscito señalado, la ciudadanía dispondrá de una cédula electoral que contendrá la siguiente pregunta [...]: "¿Aprueba usted el texto de Nueva Constitución propuesto por la Convención Constitucional?". Bajo la cuestión planteada habrá dos rayas horizontales, una al lado de la otra. La primera de ellas, tendrá en su parte inferior la expresión "Apruebo" y la segunda, la palabra "Rechazo", a fin de que el elector pueda marcar su preferencia sobre una de las alternativas.
Constitución Política de la República de Chile de 1980, artículo 142

El plebiscito contó con una sola papeleta, presentando la pregunta si el votante aprueba o rechaza la nueva constitución.

## Campaña
El 22 de junio el Servicio Electoral de Chile (Servel) emitió un acuerdo de su consejo directivo en el que estableció un periodo de tres días —contados desde la publicación del decreto de convocatoria a plebiscito— para el registro de organizaciones de la sociedad civil, partidos políticos y parlamentarios independientes que deseen recibir aportes financieros, realizar propaganda electoral y participar de la franja televisiva. El periodo de propaganda electoral se inició el 6 de julio y finalizó el 1 de septiembre.
El 8 de julio el Servel informó que se habían recibido 708 solicitudes de inscripción para participar en la campaña electoral del plebiscito, las que se distribuyen de la siguiente forma:
| Opción  | Pertenecientes a un comando | Pertenecientes a un comando   | Pertenecientes a un comando         | No pertenecientes a un comando | No pertenecientes a un comando | No pertenecientes a un comando      | Total |
| Opción  | Partidos políticos          | Parlamentarios independientes | Organizaciones de la sociedad civil | Partidos políticos             | Parlamentarios independientes  | Organizaciones de la sociedad civil | Total |
| ------- | --------------------------- | ----------------------------- | ----------------------------------- | ------------------------------ | ------------------------------ | ----------------------------------- | ----- |
| Apruebo | 9                           | 6                             | 169                                 | 1                              | 6                              | 108                                 | 299   |
| Rechazo | 4                           | 0                             | 44                                  | 1                              | 5                              | 355                                 | 409   |
| Total   | 13                          | 6                             | 213                                 | 2                              | 11                             | 463                                 | 708   |

El 11 de julio se inauguró la «Casa del Apruebo», ubicada en Londres 43 y que reunió a los comandos de Apruebo Dignidad y Socialismo Democrático. El 26 del mismo mes se abrió la «Casa Ciudadana por el Rechazo», ubicada en Valentín Letelier 1331 —cerca del Palacio de La Moneda— y que reunió a las organizaciones civiles que apoyaron dicha opción.
Más allá de los mecanismos formales tendientes a garantizar el mismo espacio en medios de comunicación a ambas opciones, distintas investigaciones han señalado que los principales medios de comunicación de Chile, El Mercurio y La Tercera (Grupo Copesa), dieron amplia cobertura a la opción rechazo, de acuerdo a su histórica tradición ideológica, así como a los intereses de sus principales auspiciantes. 

### Franja televisiva
La franja electoral de propaganda televisiva se emitió diariamente entre el 5 de agosto y el 1 de septiembre, con un bloque de 15 minutos para la opción «Apruebo» y un bloque de 15 minutos para la opción «Rechazo». Las normas fueron definidas por el Consejo Nacional de Televisión de Chile (CNTV), que acordó que el 60 % del tiempo sería destinado a los partidos políticos, el 27 % a las organizaciones de la sociedad civil y el 13 % a los pueblos originarios.
La franja televisiva de la opción «Rechazo» fue dirigida por un comité ejecutivo compuesto por Bernardo Fontaine, Gonzalo Müller, Jorge Selume Aguirre y Marco Antonio González, más representantes de las organizaciones de la sociedad civil que adherían a dicha postura.
El 27 de julio, el CNTV dio a conocer la nómina de entidades participantes y la distribución de sus tiempos en la franja electoral del plebiscito. Dos días después se realizó el sorteo del orden de presentación de los espacios en los dos bloques de propaganda, que se emitieron a las 12:45 y 20:45 cada día; el comando u organización que cerrara la franja un día abriría dicho segmento al día siguiente y así sucesivamente. El orden de presentación del primer día fue el siguiente:
| Comando/partido/organización                    | Org. | Tiempo (min/seg/cuadros) | Tiempo (min/seg/cuadros) |
| Comando/partido/organización                    | Org. | Diario                   | Por emisión              |
| ----------------------------------------------- | ---- | ------------------------ | ------------------------ |
| Comando Apruebo por el Agua                     | 18   | 1:07:27                  | 0:33:28                  |
| Apruebo la Democracia Directa                   | 5    | 0:08:15                  | 0:04:07                  |
| Movimiento Internacional de Trabajadores        | 1    | 0:01:21                  | 0:00:25                  |
| Plataforma Política Mapuche                     | 1    | 0:39:00                  | 0:19:15                  |
| ONG Transparenta                                | 1    | 0:01:21                  | 0:00:25                  |
| Comando Apruebo por los Animales                | 6    | 0:10:06                  | 0:05:03                  |
| Movimientos Sociales Apruebo Nueva Constitución | 61   | 1:43:20                  | 0:51:25                  |
| Socialismo Democrático por el Apruebo           | 4    | 2:59:22                  | 1:29:26                  |
| Ambientalistas por el Apruebo Bío Bío           | 1    | 0:01:21                  | 0:00:25                  |
| Independientes por el Apruebo Maule             | 9    | 0:15:09                  | 0:07:19                  |
| Vocería Plurinacional                           | 1    | 0:39:00                  | 0:19:15                  |
| Apruebo Dignidad                                | 6    | 5:02:00                  | 2:30:05                  |
| Aprueba x Chile                                 | 34   | 0:57:23                  | 0:28:27                  |
| Partido Demócrata Cristiano                     | 1    | 0:59:29                  | 0:29:29                  |
| Yo Apruebo                                      | 5    | 0:08:15                  | 0:04:07                  |
| Nota: un segundo equivale a 30 cuadros.         |      |                          |                          |

| Comando/partido/organización                  | Org. | Tiempo (min/seg/cuadros) | Tiempo (min/seg/cuadros) |
| Comando/partido/organización                  | Org. | Diario                   | Por emisión              |
| --------------------------------------------- | ---- | ------------------------ | ------------------------ |
| Corporación Desarrollo Integral Mapuche Enama | 1    | 0:13:00                  | 0:06:15                  |
| Franja Ciudadana por el Rechazo               | 14   | 7:28:09                  | 3:44:05                  |
| Volvamos a decir que no                       | 1    | 0:01:05                  | 0:00:18                  |
| Democracia Experimental Chile                 | 1    | 0:01:05                  | 0:00:18                  |
| Rechazo por Chile                             | 143  | 4:09:27                  | 2:04:28                  |
| Mover Ñuble                                   | 1    | 0:01:05                  | 0:00:18                  |
| Agrupación Elijamos Unidad                    | 1    | 0:01:05                  | 0:00:18                  |
| Mover Los Lagos                               | 1    | 0:01:05                  | 0:00:18                  |
| Colectivo Ciudadano                           | 1    | 0:01:05                  | 0:00:18                  |
| Fundación Centro de Política Mapuche          | 1    | 0:13:00                  | 0:06:15                  |
| ONG de Desarrollo El Futuro te Sonríe         | 1    | 0:01:05                  | 0:00:18                  |
| Apoderados Chile                              | 1    | 0:01:05                  | 0:00:18                  |
| Amarillos Rechazo con Esperanza               | 47   | 0:54:27                  | 0:27:14                  |
| Rechazo Ciudadano Los Ríos                    | 1    | 0:01:05                  | 0:00:18                  |
| Somos Región                                  | 1    | 0:01:05                  | 0:00:18                  |
| Partido de la Gente                           | 1    | 1:43:11                  | 0:51:21                  |
| Corporación Comunidad y Justicia              | 1    | 0:01:05                  | 0:00:18                  |
| #HagamoslaEnSerio                             | 1    | 0:01:05                  | 0:00:18                  |
| Nota: un segundo equivale a 30 cuadros.       |      |                          |                          |

### Apoyos políticos
| - Apruebo Dignidad: - Revolución Democrática - Convergencia Social - Comunes - Partido Comunista de Chile - Federación Regionalista Verde Social - Acción Humanista - Movimiento Unir - Socialismo Democrático: - Partido Socialista de Chile - Partido por la Democracia - Partido Radical de Chile - Partido Liberal de Chile - Partido Demócrata Cristiano - Partido Humanista - Partido Ecologista Verde | - Chile Vamos: - Unión Demócrata Independiente - Renovación Nacional - Evolución Política - Partido Republicano de Chile - Partido de la Gente - Amarillos por Chile - Partido Demócrata Cristiano (facciones) |

## Encuestas de intención de voto
Apruebo
     Rechazo
     No sabe / no responde

## Resultados

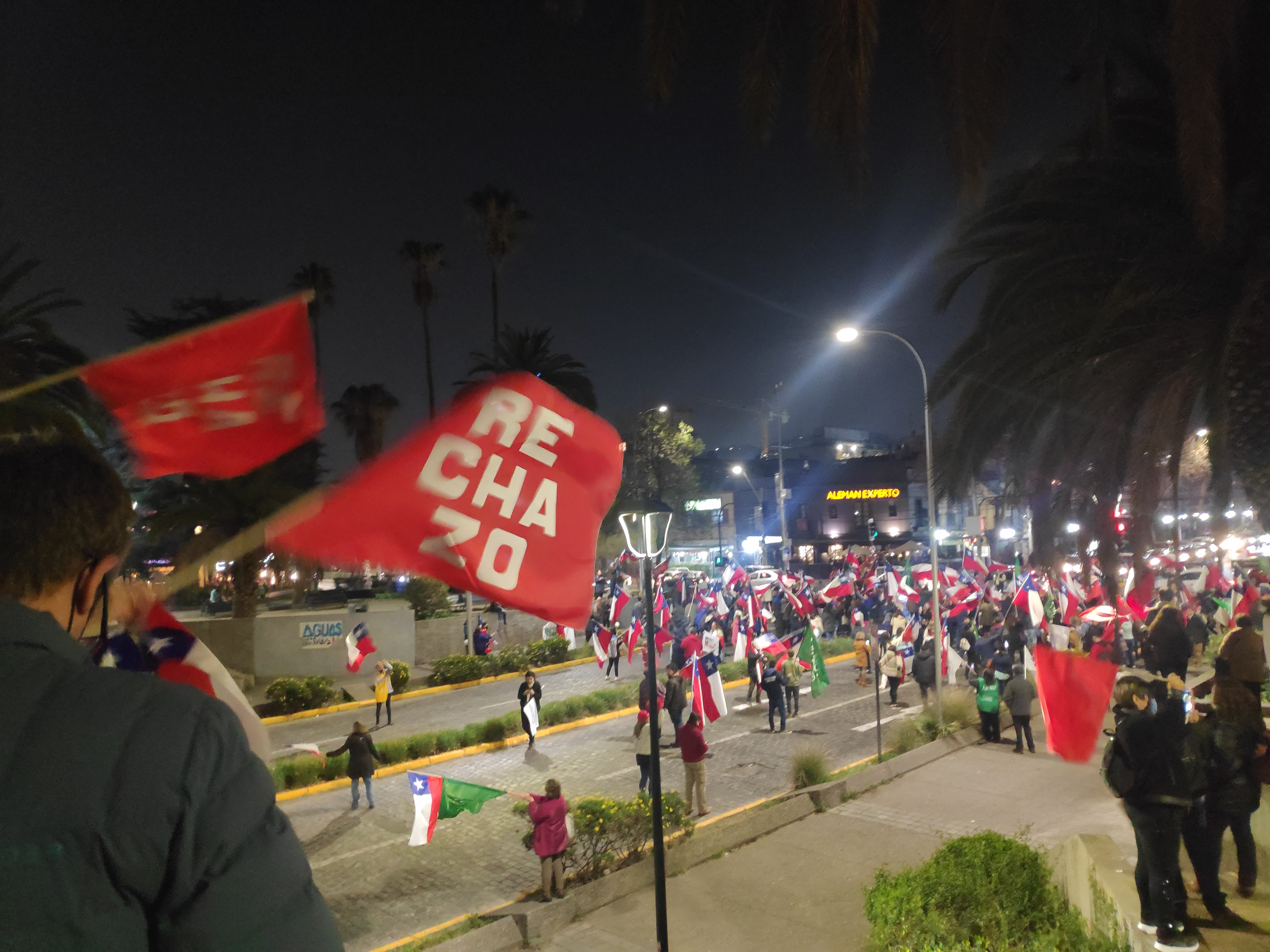
Manifestación por el Rechazo en plaza Pedro de Valdivia, Santiago

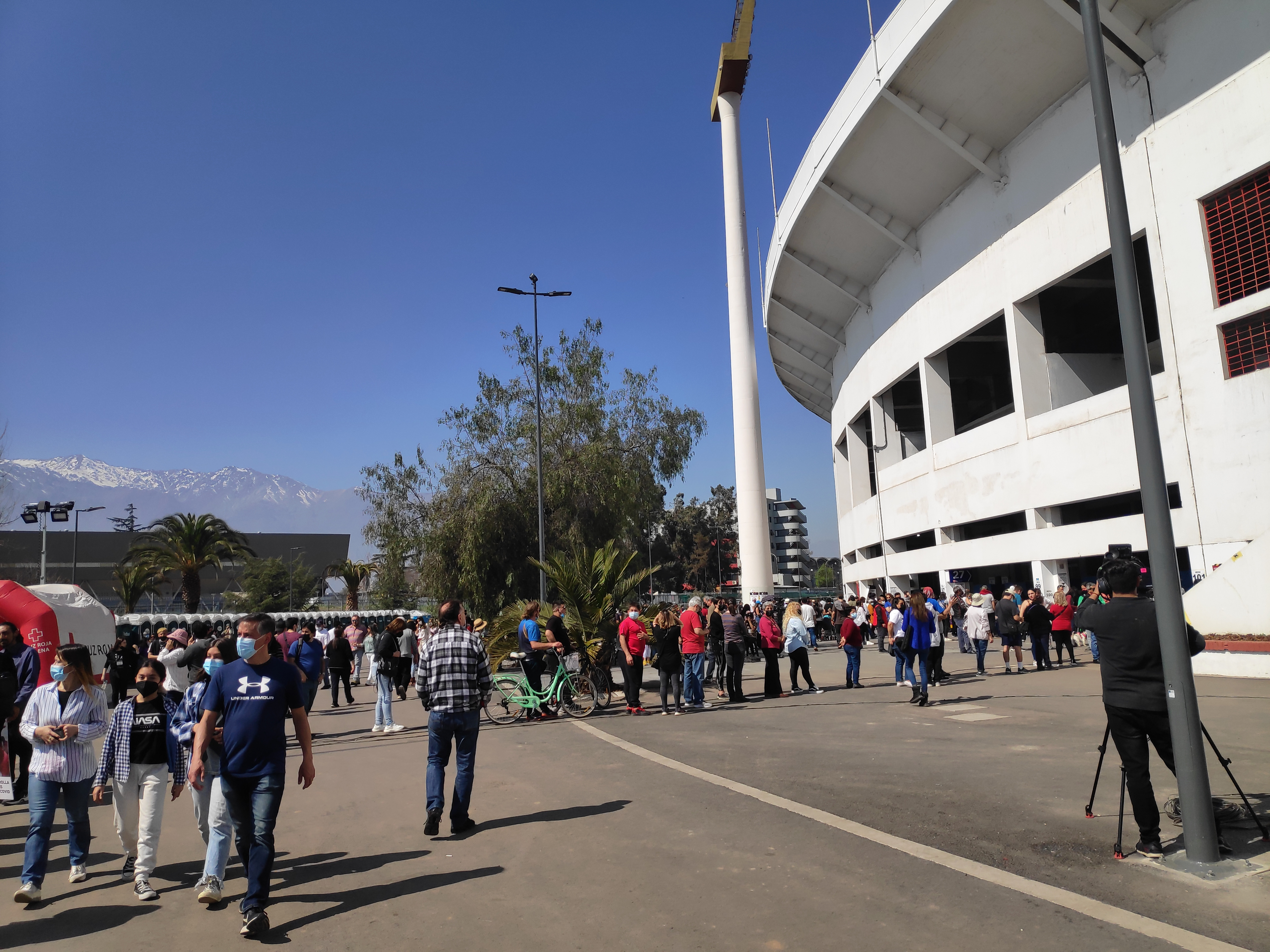
Votación en el Estadio Nacional durante el plebiscito de 2022

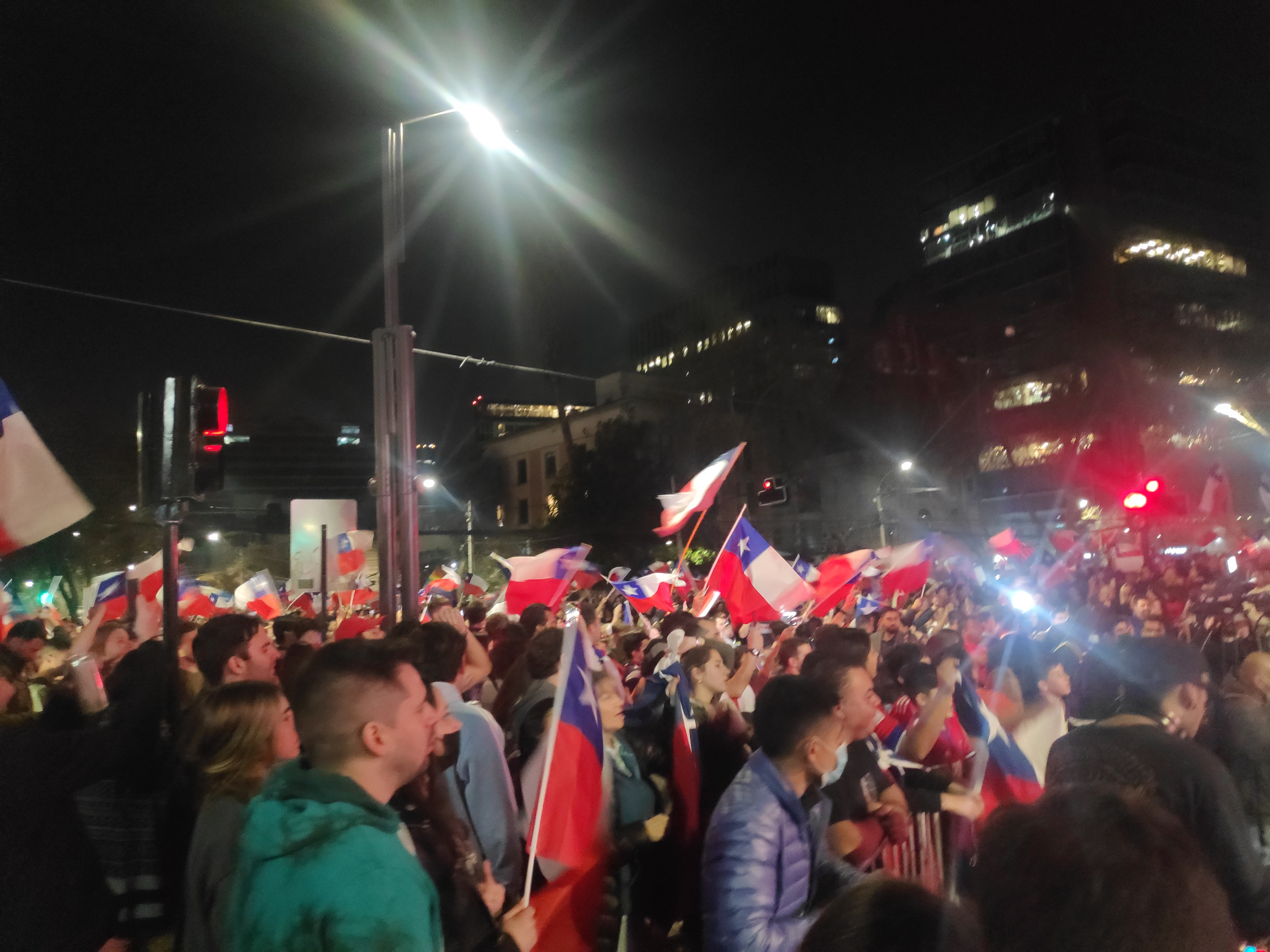
Celebraciones por el triunfo del Rechazo en la capital chilena

Según los resultados oficiales, proclamados por el Tribunal Calificador de Elecciones (Tricel) el 15 de septiembre, 13 028 739 personas participaron en el plebiscito, que marcó el hito de ser la elección con la mayor cantidad de sufragantes en la historia de Chile, superando a las 7 569 082 personas que votaron en el plebiscito de entrada del 25 de octubre de 2020. Esta elección, la primera con sufragio obligatorio desde 2012, alcanzó el 85.86 % de participación.
La opción «Rechazo» fue la ganadora por un amplio margen (61.89 %), tanto a nivel nacional, regional y comunal. Ganó en las dieciséis regiones y en 338 de las 346 comunas del país mientras que la opción «Apruebo» lo hizo en ocho comunas, tres de la región de Valparaíso y cinco de la región Metropolitana. Además, el «Rechazo» se impuso en trece de los catorce recintos penales del país, en las comunas con mayoría indígena y en las comunas más pobres. Por otro lado, la opción «Apruebo» ganó en Europa y en 35 países mientras que la opción «Rechazo» lo hizo en América y Asia y en 28 naciones.
Con este resultado, se rechazó la propuesta de Constitución Política de la República redactada por la Convención Constitucional. Pese a lo anterior y a lo que señala el artículo 142 de la Constitución Política de la República de Chile de 1980, el presidente de la República, Gabriel Boric, indicó que este plebiscito no era el fin del proceso constituyente.

### Totales
«¿Aprueba usted el texto de Nueva Constitución propuesto por la Convención Constitucional?»
|  | 38.11 % |

|  | 61.89 % |

|  | 97.86 % |

|  | 1.54 % |

|  | 0.59 % |

|  | 100 % |

|  | 85.86 % |

Cuadro de resultados oficiales del Tribunal Calificador de Elecciones (Tricel).

#### En Chile
En Chile se constituyeron 38 472 mesas para un total de 15 076 690 electores. Según el Servel, los datos y resultados del plebiscito constitucional fueron los siguientes:
| Regiones                                                                          | Mesas  | Apruebo   | Apruebo | Rechazo   | Rechazo | Válidos    | Válidos | Nulos   | Nulos | Blancos | Blancos | Emitidos   | Electores totales | Participación % |
| Regiones                                                                          | Mesas  | Votos     | %       | Votos     | %       | Votos      | %       | Votos   | %     | Votos   | %       | Emitidos   | Electores totales | Participación % |
| --------------------------------------------------------------------------------- | ------ | --------- | ------- | --------- | ------- | ---------- | ------- | ------- | ----- | ------- | ------- | ---------- | ----------------- | --------------- |
| Arica y Parinacota                                                                | 486    | 48 894    | 33.18   | 98 455    | 66.82   | 147 349    | 97.12   | 3417    | 2.25  | 951     | 0.63    | 151 717    | 191 136           | 79.38           |
| Tarapacá                                                                          | 657    | 63 517    | 31.71   | 136 820   | 68.29   | 200 337    | 97.81   | 3415    | 1.67  | 1075    | 0.52    | 204 827    | 259 113           | 79.05           |
| Antofagasta                                                                       | 1225   | 141 400   | 36.76   | 243 265   | 63.24   | 384 665    | 97.59   | 7207    | 1.83  | 2295    | 0.58    | 394 167    | 481 069           | 81.94           |
| Atacama                                                                           | 617    | 80 786    | 40.43   | 119 033   | 59.57   | 199 819    | 97.65   | 3352    | 1.64  | 1461    | 0.71    | 204 632    | 241 555           | 84.71           |
| Coquimbo                                                                          | 1640   | 217 808   | 40.11   | 325 195   | 59.89   | 543 003    | 97.44   | 9997    | 1.79  | 4245    | 0.76    | 557 245    | 639 634           | 87.12           |
| Valparaíso                                                                        | 4215   | 582 705   | 42.38   | 792 352   | 57.62   | 1 375 057  | 97.61   | 24 834  | 1.76  | 8839    | 0.63    | 1 408 730  | 1 636 837         | 86.06           |
| Metropolitana                                                                     | 14 844 | 2 213 296 | 44.73   | 2 734 718 | 55.27   | 4 948 014  | 97.93   | 76 823  | 1.52  | 27 705  | 0.55    | 5 052 542  | 5 877 326         | 85.97           |
| O'Higgins                                                                         | 2016   | 244 698   | 34.48   | 465 008   | 65.52   | 709 706    | 97.89   | 10 722  | 1.48  | 4555    | 0.63    | 724 983    | 791               | 91.56           |
| Maule                                                                             | 2355   | 228 406   | 28.33   | 577 942   | 71.67   | 806 348    | 98.12   | 11 049  | 1.34  | 4377    | 0.53    | 821 774    | 904 750           | 90.83           |
| Ñuble                                                                             | 1110   | 97 437    | 25.63   | 282 778   | 74.37   | 380 215    | 98.14   | 5024    | 1.30  | 2185    | 0.56    | 387 424    | 435 221           | 89.02           |
| Biobío                                                                            | 3456   | 354 329   | 30.53   | 806 329   | 69.47   | 1 160 658  | 97.96   | 17 565  | 1.48  | 6622    | 0.56    | 1 184 845  | 1 344 181         | 88.15           |
| La Araucanía                                                                      | 2297   | 191 517   | 26.20   | 539 592   | 73.80   | 731 109    | 97.90   | 11 070  | 1.48  | 4649    | 0.62    | 746 828    | 901 524           | 82.84           |
| Los Ríos                                                                          | 922    | 96 571    | 32.78   | 198 058   | 67.22   | 294 629    | 97.92   | 4133    | 1.37  | 2129    | 0.71    | 300 891    | 359 392           | 83.72           |
| Los Lagos                                                                         | 1966   | 190 939   | 30.49   | 435 314   | 69.51   | 626 253    | 97.84   | 9131    | 1.43  | 4679    | 0.73    | 640 063    | 757 690           | 84.48           |
| Aysén                                                                             | 261    | 24 780    | 35.74   | 44 554    | 64.26   | 69 334     | 97.91   | 918     | 1.30  | 565     | 0.80    | 70 817     | 97 887            | 72.35           |
| Magallanes                                                                        | 405    | 45 975    | 40.03   | 68 882    | 59.97   | 114 857    | 97.55   | 2007    | 1.70  | 880     | 0.75    | 117 744    | 157 584           | 74.72           |
| Total                                                                             | 38 472 | 4 823 058 | 38.00   | 7 868 295 | 62.00   | 12 691 353 | 97.86   | 200 664 | 1.55  | 77 212  | 0.60    | 12 969 229 | 15 076 690        | 86.02           |
| Resultados de los Colegios Escrutadores, sujetos al escrutinio general del Tricel |        |           |         |           |         |            |         |         |       |         |         |            |                   |                 |

##### En las 25 comunas más pobladas
| Comunas                                                                           | Habitantes (2017) | Mesas  | Apruebo   | Apruebo | Rechazo   | Rechazo | Válidos   | Válidos | Nulos  | Nulos | Blancos | Blancos | Emitidos  | Electores totales | Participación % |
| Comunas                                                                           | Habitantes (2017) | Mesas  | Votos     | %       | Votos     | %       | Votos     | %       | Votos  | %     | Votos   | %       | Emitidos  | Electores totales | Participación % |
| --------------------------------------------------------------------------------- | ----------------- | ------ | --------- | ------- | --------- | ------- | --------- | ------- | ------ | ----- | ------- | ------- | --------- | ----------------- | --------------- |
| Puente Alto                                                                       | 568 106           | 1022   | 181 627   | 50.97   | 174 696   | 49.03   | 356 323   | 97.67   | 6708   | 1.84  | 1792    | 0.49    | 364 823   | 404 945           | 90.09           |
| Maipú                                                                             | 521 627           | 988    | 179 105   | 51.15   | 171 044   | 48.85   | 350 149   | 98.05   | 5327   | 1.49  | 1641    | 0.46    | 357 117   | 392 505           | 90.98           |
| Santiago                                                                          | 404 495           | 874    | 106 990   | 46.29   | 124 140   | 53.71   | 231 130   | 98.01   | 3240   | 1.37  | 1446    | 0.61    | 235 816   | 347 163           | 67.93           |
| La Florida                                                                        | 366 916           | 776    | 134 270   | 49.93   | 134 628   | 50.07   | 268 898   | 97.80   | 4553   | 1.66  | 1501    | 0.55    | 274 952   | 307 448           | 89.43           |
| Antofagasta                                                                       | 361 873           | 742    | 93 293    | 39.25   | 144 366   | 60.75   | 237 659   | 97.60   | 4348   | 1.79  | 1497    | 0.61    | 243 504   | 292 250           | 83.32           |
| Viña del Mar                                                                      | 334 248           | 790    | 105 823   | 42.72   | 141 864   | 57.28   | 247 687   | 97.70   | 4186   | 1.65  | 1643    | 0.65    | 253 516   | 305 517           | 82.98           |
| San Bernardo                                                                      | 301 313           | 575    | 86 645    | 44.03   | 110 134   | 55.97   | 196 779   | 97.84   | 3215   | 1.60  | 1125    | 0.56    | 201 119   | 227 989           | 88.21           |
| Valparaíso                                                                        | 296 655           | 733    | 110 326   | 49.66   | 111 824   | 50.34   | 222 150   | 97.53   | 4235   | 1.86  | 1400    | 0.61    | 227 785   | 286 836           | 79.41           |
| Las Condes                                                                        | 294 838           | 692    | 46 740    | 21.67   | 168 948   | 78.33   | 215 688   | 98.60   | 2077   | 0.95  | 983     | 0.45    | 218 748   | 275 746           | 79.33           |
| Temuco                                                                            | 282 415           | 611    | 61 323    | 30.52   | 139 628   | 69.48   | 200 951   | 98.18   | 2654   | 1.30  | 1079    | 0.53    | 204 684   | 242 858           | 84.28           |
| Puerto Montt                                                                      | 245 902           | 504    | 52 451    | 31.46   | 114 287   | 68.54   | 166 738   | 97.93   | 2456   | 1.44  | 1074    | 0.63    | 170 268   | 196 255           | 86.76           |
| Rancagua                                                                          | 241 774           | 493    | 68 051    | 39.37   | 104 817   | 60.63   | 172 868   | 97.90   | 2845   | 1.61  | 855     | 0.48    | 176 568   | 196 463           | 89.87           |
| Peñalolén                                                                         | 241 599           | 479    | 78 867    | 47.84   | 85 994    | 52.16   | 164 861   | 97.77   | 2723   | 1.61  | 1045    | 0.62    | 168 629   | 188 888           | 89.27           |
| Pudahuel                                                                          | 230 293           | 436    | 74 007    | 49.08   | 76 792    | 50.92   | 150 799   | 97.83   | 2565   | 1.66  | 776     | 0.51    | 154 140   | 171 102           | 90.09           |
| Coquimbo                                                                          | 227 730           | 450    | 63 400    | 41.77   | 88 376    | 58.23   | 151 776   | 97.23   | 3091   | 1.98  | 1238    | 0.79    | 156 105   | 177 759           | 87.82           |
| Concepción                                                                        | 223 574           | 510    | 65 101    | 38.90   | 102 263   | 61.10   | 167 364   | 98.10   | 2377   | 1.39  | 864     | 0.51    | 170 605   | 201 204           | 84.79           |
| Arica                                                                             | 221 364           | 462    | 47 629    | 33.50   | 94 555    | 66.50   | 142 184   | 97.10   | 3331   | 2.27  | 925     | 0.63    | 146 440   | 182 184           | 80.38           |
| La Serena                                                                         | 221 054           | 477    | 68 172    | 42.65   | 91 678    | 57.35   | 159 850   | 97.63   | 2867   | 1.75  | 1015    | 0.62    | 163 732   | 187 331           | 87.40           |
| Talca                                                                             | 220 357           | 468    | 59 243    | 36.24   | 104 224   | 63.76   | 163 467   | 98.25   | 2128   | 1.28  | 778     | 0.47    | 166 373   | 183 843           | 90.50           |
| Quilicura                                                                         | 210 410           | 364    | 60 931    | 47.88   | 66 324    | 52.12   | 127 255   | 97.59   | 2302   | 1.77  | 837     | 0.64    | 130 394   | 143 866           | 90.64           |
| Ñuñoa                                                                             | 208 237           | 508    | 84 762    | 50.43   | 83 326    | 49.57   | 168 088   | 98.38   | 1992   | 1.17  | 781     | 0.46    | 170 861   | 201 436           | 84.82           |
| Los Ángeles                                                                       | 202 331           | 430    | 30 777    | 20.72   | 117 768   | 79.28   | 148 545   | 98.36   | 1793   | 1.19  | 686     | 0.45    | 151 024   | 168 033           | 89.88           |
| Iquique                                                                           | 191 468           | 418    | 44 451    | 34.49   | 84 433    | 65.51   | 128 884   | 97.80   | 2170   | 1.65  | 723     | 0.55    | 131 777   | 165               | 79.79           |
| Chillán                                                                           | 184 739           | 391    | 42 861    | 31.58   | 92 845    | 68.42   | 135 706   | 98.20   | 1785   | 1.29  | 702     | 0.51    | 138 193   | 155 891           | 88.65           |
| La Pintana                                                                        | 177 335           | 344    | 54 702    | 46.42   | 63 136    | 53.58   | 117 838   | 97.67   | 2042   | 1.69  | 775     | 0.64    | 120 655   | 136 057           | 88.68           |
| Total                                                                             | 6 980 653         | 14 537 | 2 001 453 | 41.75   | 2 791 857 | 58.24   | 4 793 310 | 97.87   | 77 036 | 1.57  | 27 125  | 0.55    | 4 897 471 | 5 738 734         | 85.34           |
| Resultados de los Colegios Escrutadores, sujetos al escrutinio general del Tricel |                   |        |           |         |           |         |           |         |        |       |         |         |           |                   |                 |

#### En el extranjero

Resultados del plebiscito constitucional por país

En 65 países se constituyeron 286 mesas para un total de 97 239 electores. Según el Servel, los datos y resultados del plebiscito constitucional fueron los siguientes:
| País                   | Mesas | Apruebo                                 | Apruebo                                 | Rechazo                                 | Rechazo                                 | Válidos                                 | Válidos                                 | Nulos                                   | Nulos                                   | Blancos                                 | Blancos                                 | Emitidos                                |
| País                   | Mesas | Votos                                   | %                                       | Votos                                   | %                                       | Votos                                   | %                                       | Votos                                   | %                                       | Votos                                   | %                                       | Emitidos                                |
| ---------------------- | ----- | --------------------------------------- | --------------------------------------- | --------------------------------------- | --------------------------------------- | --------------------------------------- | --------------------------------------- | --------------------------------------- | --------------------------------------- | --------------------------------------- | --------------------------------------- | --------------------------------------- |
| Alemania               | 17    | 3255                                    | 73.69                                   | 1162                                    | 26.31                                   | 4417                                    | 99.44                                   | 11                                      | 0.25                                    | 14                                      | 0.32                                    | 4442                                    |
| Argentina              | 33    | 3555                                    | 65.24                                   | 1894                                    | 34.76                                   | 5449                                    | 98.43                                   | 55                                      | 0.99                                    | 32                                      | 0.58                                    | 5536                                    |
| Australia              | 16    | 2600                                    | 66.75                                   | 1295                                    | 33.25                                   | 3895                                    | 99.41                                   | 13                                      | 0.33                                    | 10                                      | 0.26                                    | 3918                                    |
| Austria                | 2     | 251                                     | 69.15                                   | 112                                     | 30.85                                   | 363                                     | 99.45                                   | 1                                       | 0.27                                    | 1                                       | 0.27                                    | 365                                     |
| Bélgica                | 3     | 787                                     | 81.89                                   | 174                                     | 18.11                                   | 961                                     | 99.48                                   | 5                                       | 0.52                                    | 0                                       | 0.00                                    | 966                                     |
| Bolivia                | 3     | 158                                     | 29.21                                   | 383                                     | 70.79                                   | 541                                     | 98.36                                   | 7                                       | 1.27                                    | 2                                       | 0.36                                    | 550                                     |
| Brasil                 | 8     | 561                                     | 53.28                                   | 492                                     | 46.72                                   | 1053                                    | 99.72                                   | 3                                       | 0.28                                    | 0                                       | 0.00                                    | 1056                                    |
| Canadá                 | 19    | 3392                                    | 70.42                                   | 1425                                    | 29.58                                   | 4817                                    | 99.57                                   | 14                                      | 0.29                                    | 7                                       | 0.14                                    | 4838                                    |
| China                  | 4     | 51                                      | 34.23                                   | 98                                      | 65.77                                   | 149                                     | 98.68                                   | 0                                       | 0.00                                    | 2                                       | 1.32                                    | 151                                     |
| Colombia               | 2     | 124                                     | 33.42                                   | 247                                     | 66.58                                   | 371                                     | 100                                     | 0                                       | 0.00                                    | 0                                       | 0.00                                    | 371                                     |
| Corea del Sur          | 1     | 58                                      | 63.74                                   | 33                                      | 36.26                                   | 91                                      | 98.91                                   | 1                                       | 1.09                                    | 0                                       | 0.00                                    | 92                                      |
| Costa Rica             | 2     | 233                                     | 52.13                                   | 214                                     | 47.87                                   | 447                                     | 99.78                                   | 1                                       | 0.22                                    | 0                                       | 0.00                                    | 448                                     |
| Croacia                | 1     | 18                                      | 26.87                                   | 49                                      | 73.13                                   | 67                                      | 100                                     | 0                                       | 0.00                                    | 0                                       | 0.00                                    | 67                                      |
| Cuba                   | 1     | 54                                      | 85.71                                   | 9                                       | 14.29                                   | 63                                      | 100                                     | 0                                       | 0.00                                    | 0                                       | 0.00                                    | 63                                      |
| Dinamarca              | 2     | 355                                     | 77.17                                   | 105                                     | 22.83                                   | 460                                     | 99.35                                   | 1                                       | 0.22                                    | 2                                       | 0.43                                    | 463                                     |
| Ecuador                | 4     | 254                                     | 37.03                                   | 432                                     | 62.97                                   | 686                                     | 99.28                                   | 3                                       | 0.43                                    | 2                                       | 0.29                                    | 691                                     |
| Egipto                 | 1     | 6                                       | 28.57                                   | 15                                      | 71.43                                   | 21                                      | 100                                     | 0                                       | 0.00                                    | 0                                       | 0.00                                    | 21                                      |
| El Salvador            | 1     | 18                                      | 17.65                                   | 84                                      | 82.35                                   | 102                                     | 100                                     | 0                                       | 0.00                                    | 0                                       | 0.00                                    | 102                                     |
| Emiratos Árabes Unidos | 1     | 31                                      | 30.10                                   | 72                                      | 69.90                                   | 103                                     | 100                                     | 0                                       | 0.00                                    | 0                                       | 0.00                                    | 103                                     |
| España                 | 28    | 4718                                    | 65.61                                   | 2473                                    | 34.39                                   | 7191                                    | 99.49                                   | 24                                      | 0.33                                    | 13                                      | 0.18                                    | 7228                                    |
| Estados Unidos         | 37    | 3424                                    | 37.45                                   | 5718                                    | 62.55                                   | 9142                                    | 99.65                                   | 19                                      | 0.21                                    | 13                                      | 0.14                                    | 9174                                    |
| Filipinas              | 1     | 9                                       | 40.91                                   | 13                                      | 59.09                                   | 22                                      | 100                                     | 0                                       | 0.00                                    | 0                                       | 0.00                                    | 22                                      |
| Finlandia              | 1     | 149                                     | 69.95                                   | 64                                      | 30.05                                   | 213                                     | 100                                     | 0                                       | 0.00                                    | 0                                       | 0.00                                    | 213                                     |
| Francia                | 10    | 2058                                    | 82.48                                   | 437                                     | 17.52                                   | 2495                                    | 99.44                                   | 8                                       | 0.32                                    | 6                                       | 0.24                                    | 2509                                    |
| Grecia                 | 1     | 28                                      | 50.91                                   | 27                                      | 49.09                                   | 55                                      | 100                                     | 0                                       | 0.00                                    | 0                                       | 0.00                                    | 55                                      |
| Guatemala              | 1     | 42                                      | 28.77                                   | 104                                     | 71.23                                   | 146                                     | 100                                     | 0                                       | 0.00                                    | 0                                       | 0.00                                    | 146                                     |
| Haití                  | 1     | Votación suspendida por crisis política | Votación suspendida por crisis política | Votación suspendida por crisis política | Votación suspendida por crisis política | Votación suspendida por crisis política | Votación suspendida por crisis política | Votación suspendida por crisis política | Votación suspendida por crisis política | Votación suspendida por crisis política | Votación suspendida por crisis política | Votación suspendida por crisis política |
| Honduras               | 1     | 15                                      | 33.33                                   | 30                                      | 66.67                                   | 45                                      | 100                                     | 0                                       | 0.00                                    | 0                                       | 0.00                                    | 45                                      |
| Hungría                | 1     | 93                                      | 66.91                                   | 46                                      | 33.09                                   | 139                                     | 100                                     | 0                                       | 0.00                                    | 0                                       | 0.00                                    | 139                                     |
| India                  | 1     | 4                                       | 33,33                                   | 8                                       | 66.67                                   | 12                                      | 92.31                                   | 0                                       | 0.00                                    | 1                                       | 7.69                                    | 13                                      |
| Indonesia              | 1     | 5                                       | 25,00                                   | 15                                      | 75.00                                   | 20                                      | 95.24                                   | 0                                       | 0.00                                    | 1                                       | 4.76                                    | 21                                      |
| Irlanda                | 4     | 907                                     | 74.04                                   | 318                                     | 25.96                                   | 1225                                    | 99.51                                   | 3                                       | 0.24                                    | 3                                       | 0.24                                    | 1231                                    |
| Israel                 | 1     | 40                                      | 21.28                                   | 148                                     | 78.72                                   | 188                                     | 100                                     | 0                                       | 0.00                                    | 0                                       | 0.00                                    | 188                                     |
| Italia                 | 5     | 579                                     | 57.78                                   | 423                                     | 42.22                                   | 1002                                    | 99.60                                   | 3                                       | 0.30                                    | 1                                       | 0.10                                    | 1006                                    |
| Jamaica                | 1     | 3                                       | 60.00                                   | 2                                       | 40.00                                   | 5                                       | 100                                     | 0                                       | 0.00                                    | 0                                       | 0.00                                    | 5                                       |
| Japón                  | 1     | 120                                     | 67.04                                   | 59                                      | 32.96                                   | 179                                     | 99.44                                   | 0                                       | 0.00                                    | 1                                       | 0.56                                    | 180                                     |
| Jordania               | 1     | 6                                       | 60.00                                   | 4                                       | 40.00                                   | 10                                      | 100                                     | 0                                       | 0.00                                    | 0                                       | 0.00                                    | 10                                      |
| Kenia                  | 1     | 10                                      | 50.00                                   | 10                                      | 50.00                                   | 20                                      | 100                                     | 0                                       | 0.00                                    | 0                                       | 0.00                                    | 20                                      |
| Líbano                 | 1     | 5                                       | 33.33                                   | 10                                      | 66.67                                   | 15                                      | 100                                     | 0                                       | 0.00                                    | 0                                       | 0.00                                    | 15                                      |
| Malasia                | 1     | 5                                       | 45.45                                   | 6                                       | 54.55                                   | 11                                      | 91.67                                   | 0                                       | 0.00                                    | 1                                       | 8.33                                    | 12                                      |
| Marruecos              | 1     | 1                                       | 14.29                                   | 6                                       | 85.71                                   | 7                                       | 100                                     | 0                                       | 0.00                                    | 0                                       | 0.00                                    | 7                                       |
| México                 | 4     | 575                                     | 55.99                                   | 452                                     | 44.01                                   | 1027                                    | 99.81                                   | 2                                       | 0.19                                    | 0                                       | 0.00                                    | 1029                                    |
| Nicaragua              | 1     | 28                                      | 53.85                                   | 24                                      | 46.15                                   | 52                                      | 98.11                                   | 0                                       | 0.00                                    | 1                                       | 1.89                                    | 53                                      |
| Noruega                | 2     | 248                                     | 81.58                                   | 56                                      | 18.42                                   | 304                                     | 99.35                                   | 2                                       | 0.65                                    | 0                                       | 0.00                                    | 306                                     |
| Nueva Zelanda          | 6     | 792                                     | 75.79                                   | 253                                     | 24.21                                   | 1045                                    | 99.62                                   | 3                                       | 0.29                                    | 1                                       | 0.10                                    | 1049                                    |
| Países Bajos           | 4     | 674                                     | 67.94                                   | 318                                     | 32.06                                   | 992                                     | 99.80                                   | 1                                       | 0.10                                    | 1                                       | 0.10                                    | 994                                     |
| Panamá                 | 2     | 110                                     | 29.18                                   | 267                                     | 70.82                                   | 377                                     | 100                                     | 0                                       | 0.00                                    | 0                                       | 0.00                                    | 377                                     |
| Paraguay               | 2     | 91                                      | 28.00                                   | 234                                     | 72.00                                   | 325                                     | 99.09                                   | 3                                       | 0.91                                    | 0                                       | 0.00                                    | 328                                     |
| Perú                   | 4     | 228                                     | 23.82                                   | 729                                     | 76.18                                   | 957                                     | 99.17                                   | 6                                       | 0.62                                    | 2                                       | 0.21                                    | 965                                     |
| Polonia                | 1     | 49                                      | 55.68                                   | 39                                      | 44.32                                   | 88                                      | 96.70                                   | 1                                       | 1.10                                    | 2                                       | 2.20                                    | 91                                      |
| Portugal               | 2     | 412                                     | 76.30                                   | 128                                     | 23.70                                   | 540                                     | 99.08                                   | 2                                       | 0.37                                    | 3                                       | 0.55                                    | 545                                     |
| Reino Unido            | 8     | 1237                                    | 56.38                                   | 957                                     | 43.62                                   | 2194                                    | 99.41                                   | 12                                      | 0.54                                    | 1                                       | 0.05                                    | 2207                                    |
| República Checa        | 1     | 87                                      | 71.31                                   | 35                                      | 28.69                                   | 122                                     | 100                                     | 0                                       | 0.00                                    | 0                                       | 0.00                                    | 122                                     |
| República Dominicana   | 1     | 41                                      | 27.89                                   | 106                                     | 72.11                                   | 147                                     | 100                                     | 0                                       | 0.00                                    | 0                                       | 0.00                                    | 147                                     |
| Rumania                | 1     | 18                                      | 75.00                                   | 6                                       | 25.00                                   | 24                                      | 100                                     | 0                                       | 0.00                                    | 0                                       | 0.00                                    | 24                                      |
| Rusia                  | 1     | 18                                      | 62.07                                   | 11                                      | 37.93                                   | 29                                      | 100                                     | 0                                       | 0.00                                    | 0                                       | 0.00                                    | 29                                      |
| Singapur               | 1     | 19                                      | 35.85                                   | 34                                      | 64.15                                   | 53                                      | 100                                     | 0                                       | 0.00                                    | 0                                       | 0.00                                    | 53                                      |
| Sudáfrica              | 1     | 9                                       | 25.00                                   | 27                                      | 75.00                                   | 36                                      | 100                                     | 0                                       | 0.00                                    | 0                                       | 0.00                                    | 36                                      |
| Suecia                 | 9     | 2125                                    | 88.84                                   | 267                                     | 11.16                                   | 2392                                    | 99.63                                   | 7                                       | 0.29                                    | 2                                       | 0.08                                    | 2401                                    |
| Suiza                  | 5     | 850                                     | 68.83                                   | 385                                     | 31.17                                   | 1235                                    | 99.60                                   | 4                                       | 0.32                                    | 1                                       | 0.08                                    | 1240                                    |
| Tailandia              | 1     | 14                                      | 45.16                                   | 17                                      | 54.84                                   | 31                                      | 91.18                                   | 1                                       | 2.94                                    | 2                                       | 5.88                                    | 34                                      |
| Turquía                | 1     | 7                                       | 33.33                                   | 14                                      | 66.67                                   | 21                                      | 100                                     | 0                                       | 0.00                                    | 0                                       | 0.00                                    | 21                                      |
| Uruguay                | 2     | 255                                     | 60.71                                   | 165                                     | 39.29                                   | 420                                     | 100                                     | 0                                       | 0.00                                    | 0                                       | 0.00                                    | 420                                     |
| Venezuela              | 3     | 174                                     | 31.93                                   | 371                                     | 68.07                                   | 545                                     | 99.82                                   | 1                                       | 0.18                                    | 0                                       | 0.00                                    | 546                                     |
| Vietnam                | 1     | 2                                       | 18.18                                   | 9                                       | 81.82                                   | 11                                      | 100                                     | 0                                       | 0.00                                    | 0                                       | 0.00                                    | 11                                      |
| Total                  | 286   | 36 045                                  | 60.92                                   | 23 120                                  | 39.08                                   | 59 165                                  | 99.42                                   | 217                                     | 0.36                                    | 128                                     | 0.22                                    | 59 510                                  |

| Continente | Mesas totales | Votantes totales | Electores totales | Participación % |
| ---------- | ------------- | ---------------- | ----------------- | --------------- |
| África     | 4             | 84               | 200               | 42,00           |
| América    | 133           | 26 890           | 45 895            | 58,59           |
| Asia       | 17            | 905              | 1694              | 53,42           |
| Europa     | 110           | 26 664           | 41 118            | 64,85           |
| Oceanía    | 22            | 4967             | 8332              | 59,61           |
| Total      | 286           | 59 510           | 97 239            | 61,20           |

## Reacciones

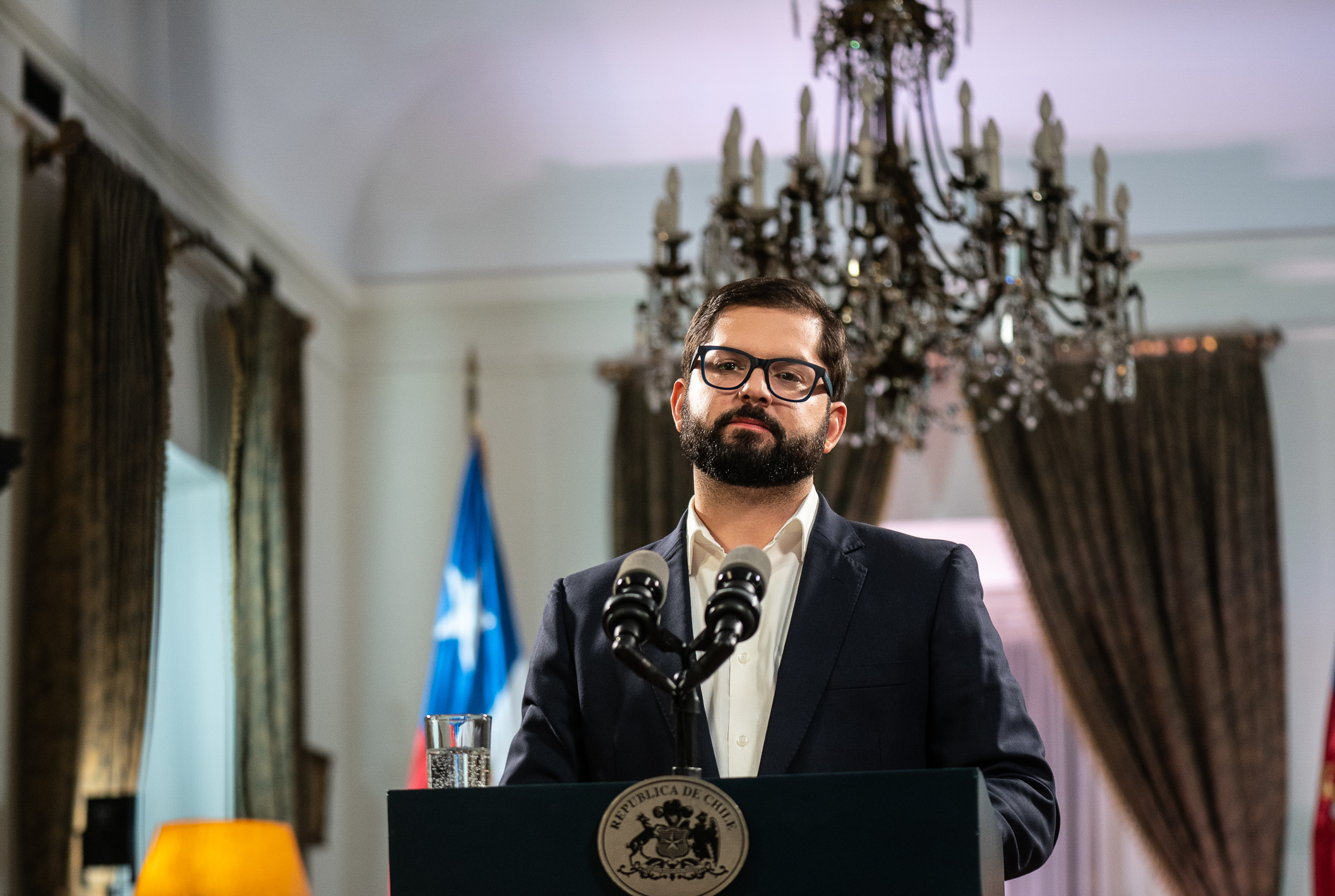
En un discurso, el presidente Gabriel Boric se refiere al resultado del plebiscito constitucional del

Mediante cadena nacional a las 20:45 del 4 de septiembre, el presidente de la República, Gabriel Boric, emitió un discurso en el que señaló haber escuchado la voz de la ciudadanía expresada en el plebiscito e invitó a dejar de lado los «maximalismos, violencia e intolerancia» para continuar con el proceso constituyente. Al día siguiente, el presidente Boric se reunió con los presidentes del Senado y la Cámara de Diputadas y Diputados —Álvaro Elizalde (PS) y Raúl Soto (PPD), respectivamente— con el objetivo de generar en el Congreso Nacional «un diálogo que permita establecer un camino institucional para avanzar en el proceso constituyente». La diputada Carmen Hertz (PC) atribuyó en parte la derrota del «Apruebo» a «mentiras», «fake news» y una campaña mediática de la «derecha política».
El 6 de septiembre, y luego de un cambio de gabinete ministerial, el presidente Boric se reunió con los presidentes de los partidos políticos del oficialismo y la oposición para definir las acciones a seguir para continuar el proceso constituyente. Al día siguiente, en el Senado se reunieron los presidentes de los partidos políticos y los jefes de las bancadas parlamentarias de estos para iniciar las conversaciones sobre reformas constitucionales con el fin de dar continuidad al proceso.
Los resultados del plebiscito también tuvieron consecuencias en algunos partidos políticos. En el Partido Demócrata Cristiano (PDC), su presidente, Felipe Delpin, renunció debido a las divisiones que generó el apoyo de la colectividad a la opción Apruebo, mientras que en el Partido Republicano (PRCh), su presidente, Rojo Edwards, anunció que dejaría el cargo para «renovar liderazgos».
El 15 de septiembre, el Tribunal Calificador de Elecciones (Tricel) proclamó los resultados oficiales del plebiscito en una ceremonia que contó con la presencia de los ministros de dicha corte, además del presidente de la República, el director del Servicio Electoral de Chile, y los presidentes del Senado y de la Cámara de Diputadas y Diputados, entre otras autoridades.